# Duits voetbalkampioenschap 1928/29
1928/29 was het 22ste Duitse voetbalkampioenschap ingericht door de DFB. De eindronde werd dit jaar pas heel laat gespeeld, reden hiervoor was de bijzonder strenge winter. De meeste regionale kampioenen waren pas eind mei bekend waardoor de eindronde pas in juni kon beginnen. Een andere vertraging was de halve finale tussen Neurenberg en Hertha die na 150 minuten nog steeds onbeslist was en waardoor er een replay kwam.
Hertha vestigde een record door vier keer op rij de finale te halen en ze ook vier keer te verliezen. Fürth daarentegen kon al voor de derde keer zegevieren en de regio Neurenberg-Fürth was al voor de achtste keer aan het feesten.

## Deelnemers aan de eindronde
| Club                   | Gekwalificeerd als                                    |
| ---------------------- | ----------------------------------------------------- |
| VfB Königsberg         | Kampioen Noordoost-Duitsland                          |
| FC Titania Stettin     | Vicekampioen Noordoost-Duitsland                      |
| Preußen Hindenburg     | Kampioen Zuidoost-Duitsland                           |
| Breslauer SC 08        | Vicekampioen Zuidoost-Duitsland                       |
| Hertha BSC             | Kampioen Berlijn-Brandenburg                          |
| Tennis Borussia Berlin | Vicekampioen Berlin-Brandenburg                       |
| Dresdner SC            | Kampioen Midden-Duitsland                             |
| SC Wacker Leipzig      | Vicekampioen Midden-Duitsland                         |
| Hamburger SV           | Kampioen Noord-Duitsland                              |
| FC Holstein Kiel       | Vicekampioen Noord-Duitsland                          |
| FC Schalke 04          | Kampioen West-Duitsland                               |
| Meidericher SV         | Vicekampioen West-Duitsland                           |
| Fortuna Düsseldorf     | Winnaar West-Duitse kwalificatie voor derde deelnemer |
| 1. FC Nürnberg         | Kampioen Zuid-Duitsland                               |
| FC Bayern München      | Vicekampioen Zuid-Duitsland                           |
| SpVgg Fürth            | Winnaar Zuid-Duitse kwalificatie voor derde deelnemer |

## Eindronde

### 1/8ste finale
| Datum        | Teams                  | Teams | Teams              | Uitslag             | Stadion                               |
| 9 juni 1929  | Preußen Hindenburg     | –     | Hertha BSC         | 1:8 (0:7)           | Gleiwitz, Jahnstadion                 |
| 9 juni 1929  | VfB Königsberg         | –     | Breslauer SC 08    | 1:2 (0:1)           | Königsberg, Platz des Prussia-Samland |
| 16 juni 1929 | Holstein Kiel          | –     | 1. FC Nürnberg     | 1:6 (1:5)           | Hamburg, Sportplatz Hoheluft          |
| 16 juni 1929 | Meidericher SV         | –     | Hamburger SV       | 2:3 (0:2)           | Duisburg, Wedaustadion                |
| 16 juni 1929 | FC Bayern München      | –     | Dresdner SC        | 3:0 (1:0)           | München, Grünwalder Stadion           |
| 16 juni 1929 | SC Wacker Leipzig      | –     | FC Schalke 04      | 1:5 (0:4)           | Leipzig, Fortuna-Stadion              |
| 16 juni 1929 | Tennis Borussia Berlin | –     | FC Titania Stettin | 3:2 n.v. (1:0, 2:2) | Berlijn, Platz des BFC Preussen       |
| 16 juni 1929 | SpVgg Fürth            | –     | Fortuna Düsseldorf | 5:1 (1:1)           | Neurenberg, Platz am Zabo             |

### Kwartfinale
| Datum        | Teams           | Teams | Teams                  | Uitslag             | Stadion                        |
| 30 juni 1929 | 1. FC Nürnberg  | –     | Tennis Borussia Berlin | 3:1 (1:1)           | Fürth, Platz am Ronhofer Weg   |
| 30 juni 1929 | FC Schalke 04   | –     | Hertha BSC             | 1:4 (1:0)           | Dortmund, Kampfbahn Rothe Erde |
| 30 juni 1929 | Hamburger SV    | –     | SpVgg Fürth            | 0:2 (0:1)           | Altona, Bahrenfelder Stadion   |
| 30 juni 1929 | Breslauer SC 08 | –     | FC Bayern München      | 4:3 n.v. (1:1, 3:3) | Breslau, Sportpark Grüneiche   |

### Halve finale
| Datum         | Teams       | Teams | Teams           | Uitslag             | Stadion                        |
| 7. Juli 1929  | SpVgg Fürth | –     | Breslauer SC 08 | 6:1 (2:1)           | Frankfurt am Main, Waldstadion |
| 7. Juli 1929  | Hertha BSC  | –     | 1. FC Nürnberg  | 0:0 n.v. (0:0, 0:0) | Berlin, Poststadion            |
| 21. Juli 1929 | Hertha BSC  | –     | 1. FC Nürnberg  | 3:2 (1:1)           | Düsseldorf, Rheinstadion       |

### Finale
| Datum         | Teams       | Teams | Teams      | Uitslag   | Stadion                     |
| 28. Juli 1929 | SpVgg Fürth | –     | Hertha BSC | 3:2 (1:1) | Neurenberg, Stadion am Zabo |

Fürth speelde voor 50.000 toeschouwers in het naburige Neurenberg en kwam op voorsprong danzkij een doelpunt van Heinrich Auer in de 14de minuut. Hertha, dat voor de vierde opéénvolgende keer in de finale stond maakte kort voor de rust gelijk na een doelpunt van Hanne Sobek. In de 66ste minuut kwam Fürth opnieuw voor dankzij Georg Frank, maar tien minuten later trapte Sobek opnieuw de gelijkmaker binnen. Vijf minuten voor tijd maakte Karl Rupprecht het winnende doelpunt voor de Zuid-Duitsers, Hertha bleef andermaal met lege handen achter.

## Topschutters
|    | Speler         | Club            | Goals                   |
| -- | -------------- | --------------- | ----------------------- |
| 1. | Johannes Sobek | Hertha BSC      | 6                       |
| 2. | Karl Ruprecht  | SpVgg Fürth     | 5                       |
| 3. | Fritz Blaschke | Breslauer SC 08 | 4 (in drie wedstrijden) |
| 4. | Georg Frank    | SpVgg Fürth     | 4 (in vier wedstrijden) |
| 4. | Andreas Franz  | SpVgg Fürth     | 4 (in vier wedstrijden) |
| 4. | Josef Hornauer | 1. FC Nürnberg  | 4 (in vier wedstrijden) |